# فريق الإدارة
فريق الإدارة مشكل من العناصر التي تكوّن الإدارة العليا في أي مؤسسة، يترأسها الرئيس التنفيذي (بالإنجليزية: CEO)‏ ويسانده رئيس العمليات (بالإنجليزية: COO)‏ والرئيس المالي للمؤسسة (بالإنجليزية: CFO)‏. هذه هي العناصر الأساسية والتي قد يساهم معها على هذا المستوى استشاريين في مختلف المجالات حسب طبيعة الشركة. وعلى كل منهم أن يستطيع اتخاذ القرار المناسب في الوقت المناسب ضمن خطة عمل الشركة. ويعلو الفريق الإداري مجلس إدارة يضع السياسات العامة للمؤسسة ويتابع أعمال الفريق الإداري عبر الرئيس التنفيذي. ويمكن أن يقوم مجلس الإدارة تعيين أحد أعضائه عضوا منتدبا يعمل مع فريق الإدارة. كما أن الإدارة العليا قد تشمل عناصر أخرى قد تكون تقنية أو متخصصة في مجال ما كإدارة المعلومات وغيرها. وعمل الفريق هو تسيير أعمال الشركة بانسجام وتناغم وفعالية لتحقيق النجاح وتنامي الأرباح.

## انسجام الفريق
حتى يعمل فريق الإدارة بفعالية عالية وبنتائج متميزة، عليه أن يعمل على أسس واضحة، ويجب تحديد التالي:
1. تحديد رؤية المؤسسة.
2. تحديد رسالة المؤسسة
3. تحديد المهام بصورة واضحة لكل وظيفة.
4. تكامل العمل الإداري.
5. تحديد الأهداف والغايات للمؤسسة.
6. تحديد النقاط التالية:
  1. «القوة» (بالإنجليزية: STRENGTH)‏ أي قوة الشركة سواء بالخبرات أو الاتصالات أو العلاقات.
  2. «الضعف» (بالإنجليزية: WEAKNESS)‏ ضعف الشركة كأن تكون حديثة، وعدد ذوي الخبرات قليل.
  3. «الفرص» (بالإنجليزية: OPPORTUNITIES)‏ تحديد الفرص، مثل إيجاد حاجة ما للمجتمع وكيفية تلبيها. أو زيادة خدمات الشركة تجاه زبائنها في مجالات تقصر بها الشركات المنافسة.
  4. «التهديدات» (بالإنجليزية: THREATS)‏ شكل المنافسة وعددها، ومدى قدرتها على الصمود، مدى احتياج الناس لمنتج الشركة.
  5. أي إجراء ما يعرف «بالتحليل الرباعي» (بالإنجليزية: SWOT ANALYSIS)‏ والكلمة مشكلة من الأحرف الأولى للكلمات الأربعة.
7. معرفة دقيقة لوضع السوق، ومعرف مدى قوة وتأثير المنافسة على السوق وتوقعات توجهات السوق.
8. وضع خطة العمل (بالإنجليزية: BUSINESS PLAN)‏ لمدة 3 سنوات على الأقل شاملة لدراسة الجدوى والملخص التنفيذي، وتوقعات مسار السيولة النقدية. وتحديد نقطة التوازن المالي.
9. التأكيد على الشفافية في العمل.
10. العمل بفعالية مع الإدارات الوسطى وبدورها مع الإدارات الدنيا والموظفين والعاملين.
11. التركيز وتشجيع روح الإبداع وإطلاق الطموح.

## الإدارة عموما
يتلخص معنى الإدارة الحسنة في أنها تعني القيادة الفعالة، ومن أهم مهام الإدارة هي عملية اتخاذ القرار الفعال في الوقت الصحيح. وهذا ينطبق على جميع المستويات سواء كانت إدارة الذات أو إدارات الأسر أو إدارات المجموعات والمنظمات والشركات أو حتى الدول. فإما العمل ضمن الأسس الصحيحة للنجاح أو خارجها للفشل وانتشار الفساد الإداري.
والدول الناجحة إنما هي إدارات ناجحة على جميع المستويات والإدارة الجيدة الناجحة هي التي تراجع بصورة مستمرة التغيرات الطارئة وتعالج نقاط الضعف في الخطط والأفراد والإمكانات والتقصير وتصلح ما فسد وتصل بالمؤسسات إلى أهدافها وغاياتها.
وبناء فريق الإدارة ضرورة يجب أخذها بعين الاعتبار، فهو مركز مفهوم فعالية القيادة.إذ أنه يشكل وحدة متكاملة (بدلا من مجموع الأفراد)، الذي يحكم نفسه بنفسه داخل مساحة الحرية المسموح بها تبعاً لموقعه في الهيكل التنظيمي.
ينبغي على أعضاء فريق الإدارة أن يكونوا مفكرين استراتيجيين قادرين على رؤية الصورة الكبيرة، ويتمتعون بسمات القيادة والخبرات المتنوعة، والقدرة على الجمع بين الرؤية الدقيقة للأعمال مع معرف جيدة بالتقنية، وتكون ملتزمة بتطوير نفسها. كما ينبغي لها أن تكون لديها رؤية مشتركة للمستقبل، والاستفادة من الناس وسرعة التعاطي مع الأعضاء، وهذا في بعض الحالات يمكن أن يكون عاملاً حاسماً بين مشروع تجاري في النجاح والفشل، فلابد من السعي إلى الريّادة بالابتكار المستمر.

## أمثلة نجاح
هناك العديد من الأمثلة الناجحة التي تعكس أسلوبا ناجحا في قيادة العمل الإداري:
1. أبل: مثال للنجاح، فبعد أن واجهت الشركة الانهيار، أعادت ترتيب إدارتها وعززت من عمل الفريق ودعمت الإبداع، فأخرجت إلى السوق أجهزة تقنية حديثة في غاية التطور والمفيدة للجميع سواء كانو طلبة أو رجال أعمال وللعامة، فاستردت عافيتها وحققت نجاحا كبيرا.
2. ياهو: واجهت ياهو منافسة شديدة من الشركات المنافسة لها فوجدت أن تدخل سوقا جديدة بلغة جديدة سيكون الحل لهذه الأزمة، فقامت بشراء شركة مكتوب.
3.مكتوب: من أهم قصص النجاح الإداري في الشرق الأوسط ومن ثم عالمياً مجموعة مكتوب حيث بدأ موقعها بثلاثة مؤسسين «سميح طوقان» و«فادي غندور» و«حسام خوري». بداية عانوا من العديد من المشاكل إلا أنهم مع الإصرار والأفكار الجديدة والمتابعة المستمرة والتطوير تمكنوا من النجاح. فكانوا فريق عمل قوي ومبدع ففي عام 1998 قاموا بإعداد مشروع تجريبي لبريد إلكتروني عربي وبعد التوسع قاموا بإدخال شريك مالي هو الشركة المصرية EFG-Hermes، ثم بدؤوا في الانتشار، ففي عام 2004 طرحوا حملة إعلانية كبيرة بعنوان «سجل أنا عربي» فكانت من أسباب النجاح، ومن أهمها دخولهم في مجال لم يتوافر في ساحة الشرق الأوسط
4.تجاري: شركة تملكها حكومة دبي ولكن حرصت أن تدار وكأنها ضمن القطاع الخاص وعلى الأسس المتبعة فيه. وقد بدأت شركة تجاري بأن تكون وسيلة المتاجرة بين الحكومة والقطاع الخاص من حيث استلام العطاءات والإعلان عنها وشراء مختلف احتياجات الحكومة وتطورت لتصبح أعمالها أشمل وأكبر. ويرجع الفضل في ذلك إلى عمل الفريق الواحد على مختلف المستويات في الهيكل الوظيفي.
5. سوق دوت كوم: شركة من السعودية، نجاحها في صعود مطرد. وهي إحدى مشاريع وشركات مجموعة مكتوب؛ تم افتتاحها في نهاية عام 2005 بإدارة الرئيس التنفيذي رونالدو مشحور ومدير التسويق والعلاقات العامة هيثم مسعود وكانت الإدارة سبب نجاح الموقع في مجال الإنترنت، لامتيازها بخبرة إدارة مشاريع التجارة الإلكترونية سابقا، وبمعاونة فريق من الخبراء الذين يتمتعون بحرفية عالية، وفريق عمل فني ذو كفاءة عالية لجعل العمليات تعمل طوال اليوم.
تجدر الإشارة إلى أن أي عمل يقوم على أساس نموذج غير جيد قد ينجح إذا أُدير من قبل فريق جيد ولكن النموذج الجيد إذا أدارته إدارة غير جيدة فمصيره الفشل.
- http://www.almshaheer.com/modules.php?name=News&file=article&sid=7253
- http://www.souq.com/contents.php?show=aboutus
- http://www.tejari.com/Arabic/GenericContentPages/GenericColumnThree.aspx?PID=159
- http://www.cashflowec.com/index.php?page=view_cat&cat_id=203
- http://cashflowec.maktoobblog.com/566405/بوابة-التسوق-الإلكتروني-سوقكوم-تطلق-خ/
- http://www.aawsat.com/details.asp?section=13&issueno=8920&article=168290&feature=1
- http://www.istockanalyst.com/article/viewiStockNews/articleid/3566260#
- http://www.alarabiya.net/articles/2010/01/28/98729.html